# Endimião

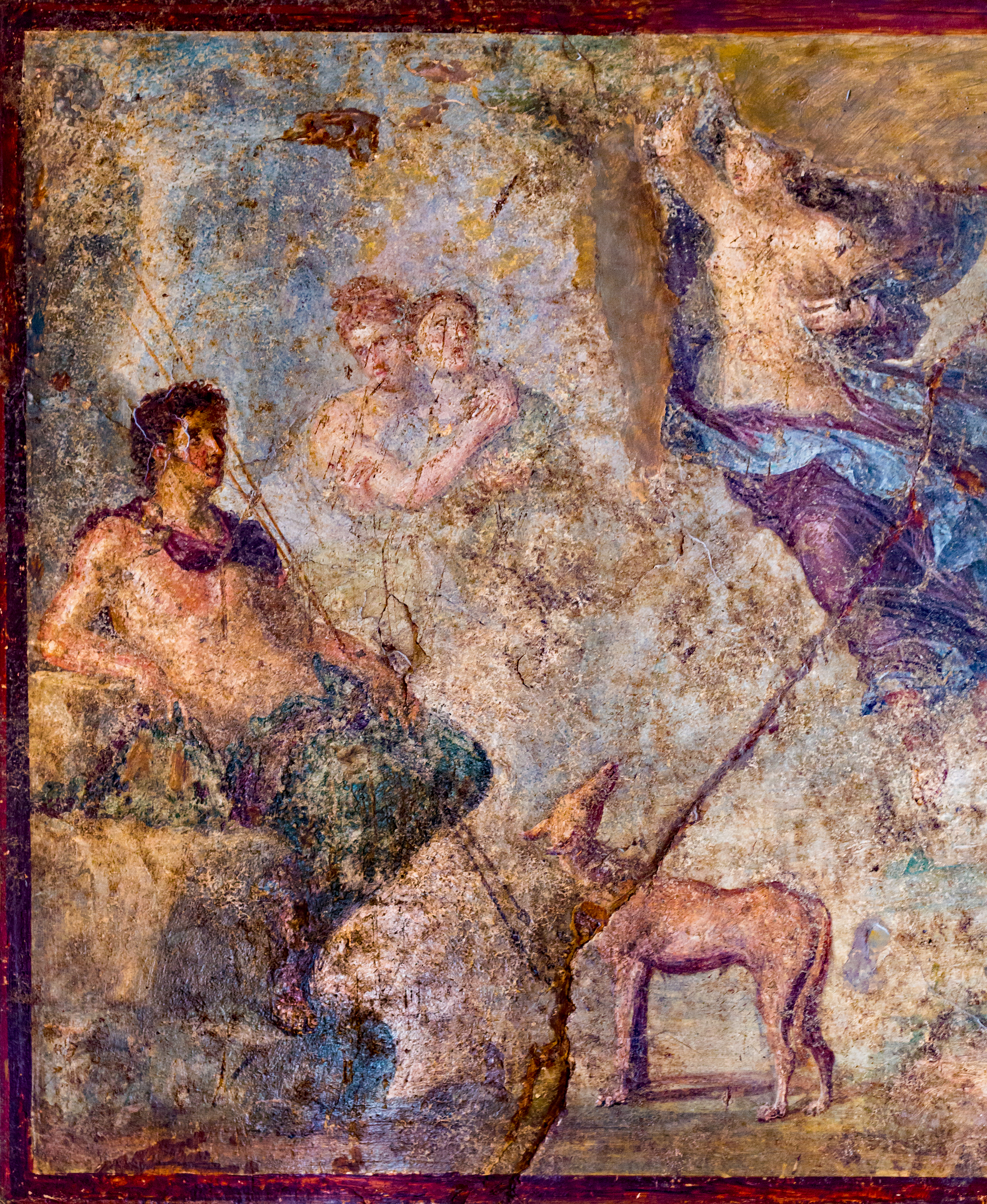
Selene e Endimião. Afresco antigo de Pompeia

Endimião (em grego:   Ἐνδυμίων), na mitologia grega, foi um rei de Élis, filho de Étlio, filho de Zeus e Protogênia, filha de Deucalião.
A fundação de Élis, pelos eólios da Tessália, é atribuída a Endimião ou a seu pai Étlio.
Segundo Pseudo-Apolodoro, sua mãe era Cálice, filha de Éolo e Enarete.
Pausânias comenta sobre este personagem apresentando a versão mitológica, de que ele teve cinquenta filhas com a deusa Selene, mas indicando como hipótese mais provável uma lista de outras esposas:
- Asteródia
- Crômia, filha de Ítono, filho de Anfictião
- Hipéripe, filha de Arcas

Segundo Pseudo-Apolodoro, ele teve um filho, Étolo, com uma náiade ou com Ifianassa. Segundo Pausânias, todos os autores concordam que ele teve três filhos, Peão, Epeu e Étolo, e uma filha, Eurícida. Endimião fez seus filhos correrem em Olímpia, e o vencedor, Epeu, foi nomeado seu sucessor.
Segundo Pseudo-Apolodoro, depois que a Lua se apaixonou por Endimião, que era muito belo, Zeus ofereceu a ele escolher o que quisesse; ele escolheu dormir para sempre, para permanecer sempre jovem e imortal.
No século II d.C. havia duas versões sobre a sua morte: segundo os habitantes de Élis, ele estava enterrado na sua cidade, mas segundo os habitantes de Heracleia de Latmos, próxima de Mileto, ele havia se retirado para o monte Latmos, onde havia um templo em sua honra.

## Outra versão
Endimião era um pastor que se apaixonou por Selene e por causa dessa paixão acabou dormindo eternamente. Ele era muito cobiçado por outras deusas, e era visto como um homem superficial.[carece de fontes?] Diz a lenda, que ele se passava por um pastor para conseguir livrar-se de seus pecados.[carece de fontes?]